# Feedback (Sport)
Als Feedback werden in der Sportwissenschaft Rückmeldungen über den Bewegungsverlauf und das Bewegungsergebnis bezeichnet. Feedback ist ein zentraler Bestandteil des (sport-)motorischen Lernprozesses. Neben dem Feedback werden Instruktionen und physische Übung als wichtig für den Lernprozess betrachtet.

## Gegenstand
Beim Feedback handelt es sich um bewegungsbezogene Informationen, die während und nach der Bewegungsausführung verfügbar sind. Bewegungsinformationen von den eigenen Sinnesorganen werden meist als intrinsisches Feedback bezeichnet, Bewegungsinformationen von außen als extrinsisches Feedback. Beim extrinsischen Feedback sind grundsätzlich zwei Arten zu unterscheiden:
1. Ergebnisbezogene Rückmeldungen (auch Knowledge of Results oder KR)
2. Verlaufsbezogene Rückmeldungen (auch Knowledge of Performance oder KP)

Das Feedback kann sowohl mündlich als auch mit Hilfe von anderen Medien (z. B. Videotechnik, Fotografie) erfolgen.

## Variablen beim Feedback
- Sollwert- und/oder Istwertinformation über die Bewegungsausführung
- Informationsinhalt (Beispiele: richtig/falsch oder zu hoch, zu schnell)
- Häufigkeit und Verteilung (Beispiele: nach jeder Bewegung oder seltener, nur nach Wunsch des Bewegers)
- Zeitliche Platzierung (Zeitgleich mit der Bewegung oder danach)